# Mazda 3

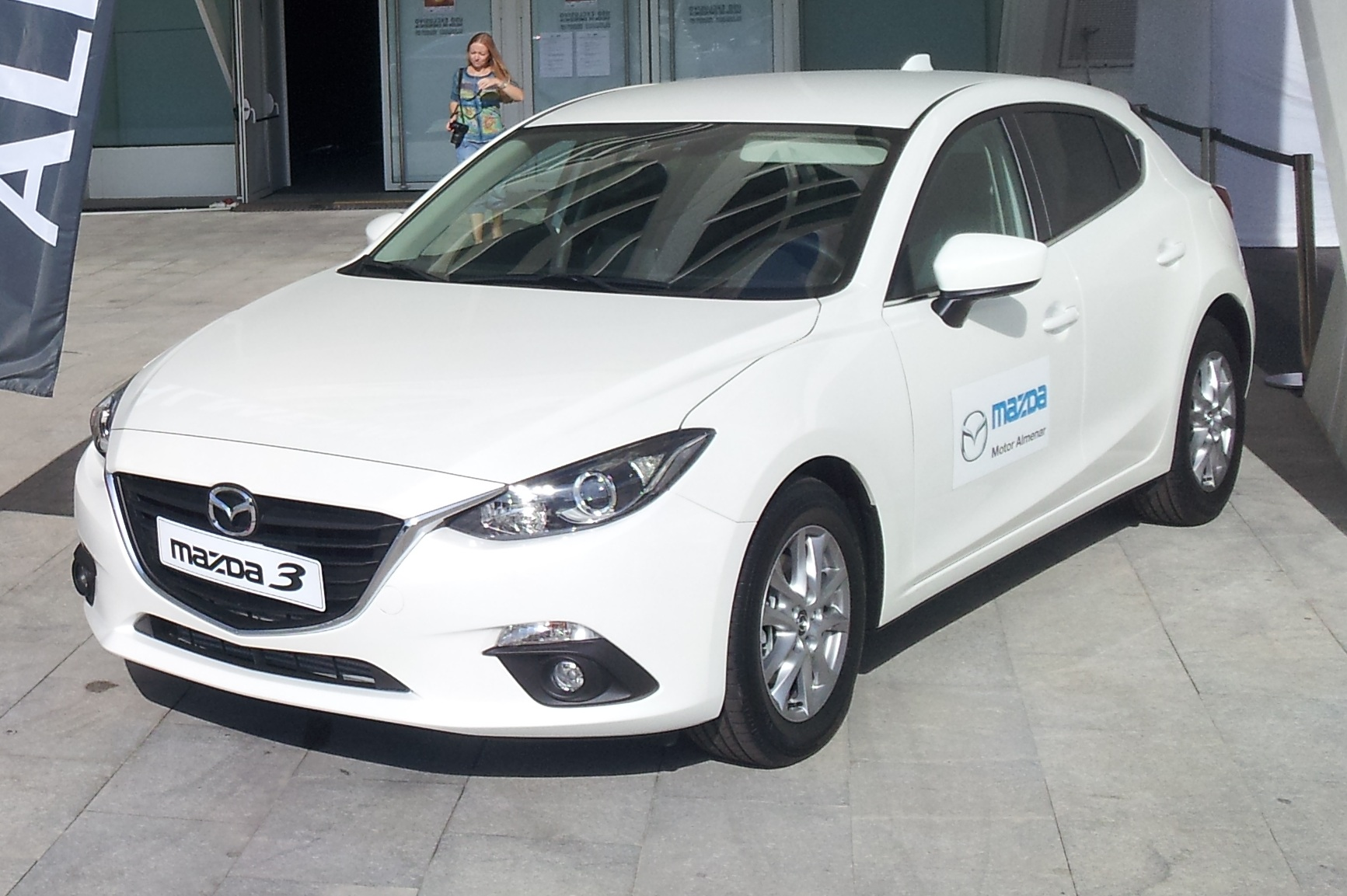
Mazda 3 hatchback del 2013

El Mazda 3 (al Japó s'anomena Mazda Axela) o Mazda3 és un cotxe compacte fabricat per Mazda com a substitut de l'anterior 323/Familia/Portegé; el primer Mazda3 va sortir de la fàbrica de Hofu, Yamaguchi, el 8 de desembre del 2003, i es va comercialitzar com a model del 2004.
L'acollida del Mazda3 ha estat molt bona, i per l'any 2006 va ser el segon cotxe més venut al Canadà; Mazda està augmentat la producció d'aquest a les plantes per cobrir la demanda anual de 300.000 unitats per any. Rivals del Mazda3 són el Toyota Auris, Honda Civic i Ford Focus entre d'altres.

## Disseny

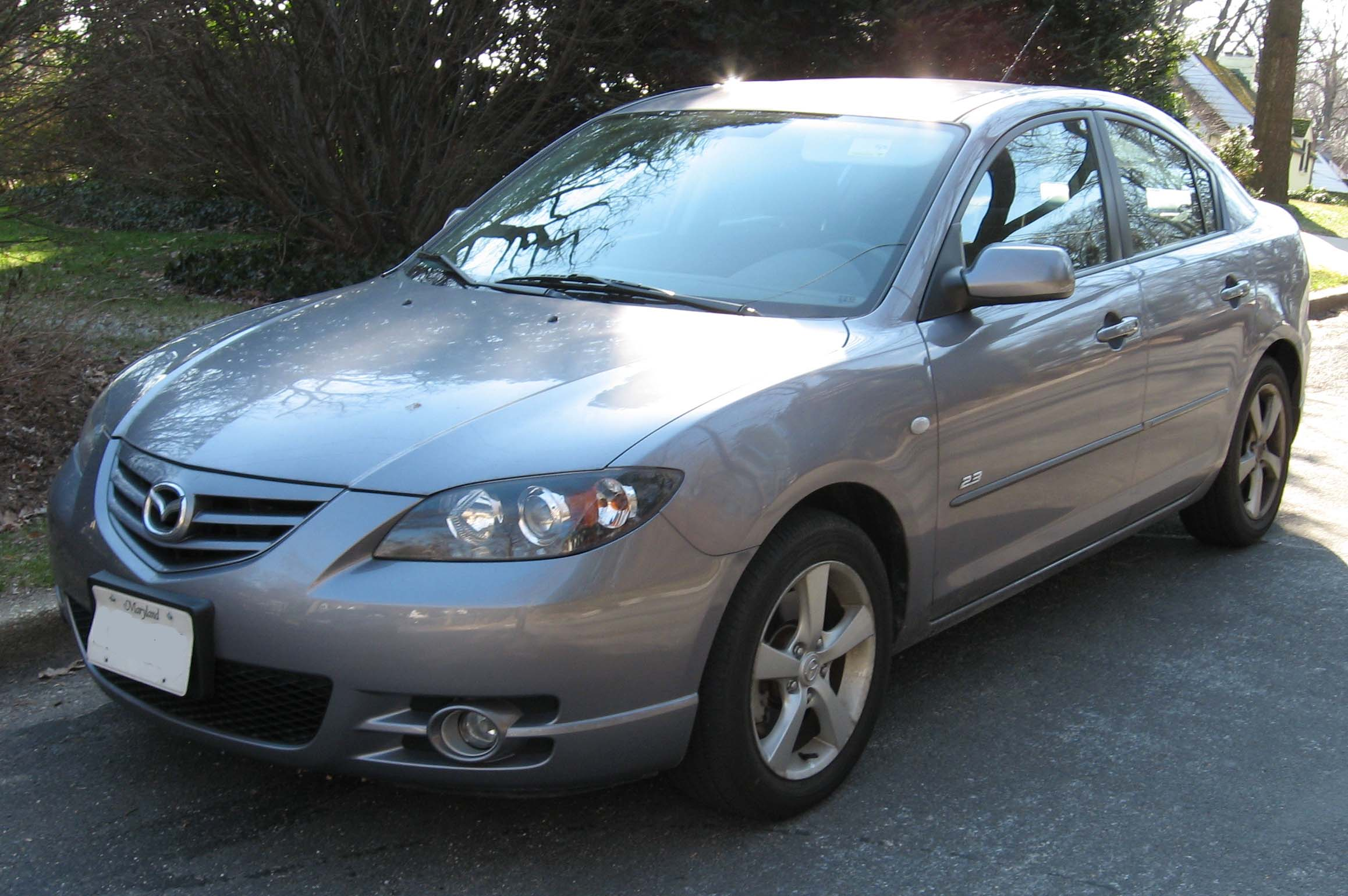
Mazda3 sedan del 2004-2006

El Mazda3 està construït sota la plataforma C1 de Ford Motor Company (en realitat va ser dissenyada per Mazda, però l'esquema de les suspensions si va ser de Ford), que comparteix amb el Ford Focus i el Volvo S40. Basat amb el concept car MX-Sportif, el Mazda3 es comercialitza amb dues carrosseries: un sedan de quatre portes i un hatchback de cinc portes.
Les suspensions davanteres són unes McPherson amb estabilitzadora i les posteriors són unes "E-link" (unes multi-link dissenyades per Ford Motor Company) amb estabilitzadora. Els frens de disc són estàndard i tenen unes dimensions de 300 mm (11,8 in) i 279 mm (11 in), davanters i posteriors respectivament. El sistema antibloqueig de rodes i EDB estan de sèrie o en opció en funció del model. Les mides de les llantes poden variar des de la mida base de 15" a una de 17".
Les dimensions del Mazda3 són les següents:
- Batalla: 2,640 m (103,9 in)
- Llargada: 4,485 m (176,6 in); 4,540 m (178.7 in, versió sedan)
- Amplada: 1,755 m (69,1 in)
- Alçada: 1,465 m (57,7 in)
- Pes: 1.180 - 1.315 kg (2600 - 2.900 lb)
- Capacitat del dipòsit: 66 l
- Capacitat del portaequipatges: 346 cm3; 413 cm3, versió sedan

## Motors

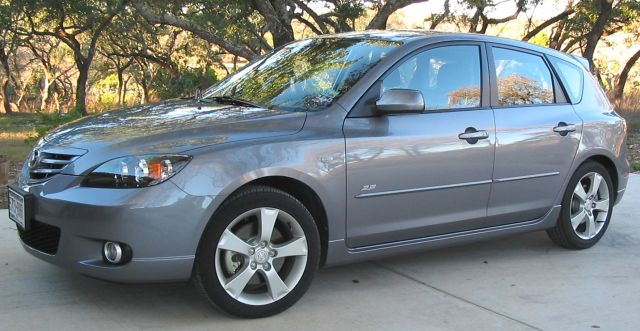
Mazda3 hatchback del 2005

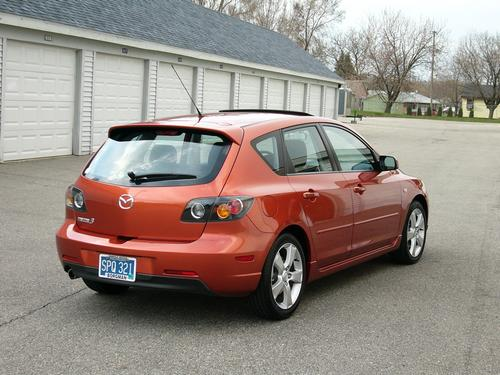
Vista posterior del Mazda3 hatchback del 2004

Distingir la gamma de mecàniques en els següents 3 mercats
Mercat japonès
- 1.5L MZR de 113 cv i 141 N·m
- 2.0L MZR de 150 cv i 190 N·m
- 2.3L MZR de 178 cv i 210 N·m

Mercat europeu
- 1.4L MZR de 84 cv i 122 N·m
- 1.6L MZR de 105 cv i 145 N·m
- 2.0L MZR de 150 cv i 187 N·m
- 1.6L Duratorq CRTD de 109 cv i 239 N·m
- 2.0L Duratorq CRTD de 143 cv i 360 N·m (a partir del 2007)

Mercat nord-americà
- 2.0L MZR de 148 cv i 183 N·m
- 2.3L MZR de 160 cv i 203 N·m
- 2.3L MZR de 156 cv i 203 N·m (a partir del 2007)
- 2.3L MZR DISI de 263 cv i 380 N·m

Mercat australià
- 2.0L MZR de 145 cv i 182 N·m
- 2.3L MZR de 154 cv i 203 N·m
- 2.3L MZR DISI de 255 cv i 380 N·m

Tots ells es poden combinar amb una transmissió manual de 5 velocitats i dos automàtiques de 4 i 5 velocitats segons el mercat.

## Prestacions
En general les versions amb transmissió manual són més ràpids, ja no perquè pesa menys que una automàtica sinó perquè el convertidor de par és menys eficaç que l'embragatge d'una manual.
La revista Autopista.es ha analitzat el rendiment de diferents versions, en concret, les equipades amb els motors 1.6, 2.0, 1.6 CRTD i MPS, aquest últim té una velocitat màxima de 250 km/h. A la revista Car and Driver s'analitza el rendiment del motor 2.3 que destaca força pel seu rendiment (0-110 mph en 30,1 segons) (en parèntesi, el resultat de la prova):
| Motor               | Potència                         | Torsió                              | Consum       | Acceleració (0-100 kmh) |
| ------------------- | -------------------------------- | ----------------------------------- | ------------ | ----------------------- |
| 1.6 L MZR           | 105 (113) hp @ 6000 (6200) rpm   | 14,79 (15,77) mkg @ 4000 (3880) rpm | 7,2 (8,3) l  | 11s (11,57s)            |
| 2.0 L MZR           | 150 (151,6) hp @ 6000 (6130) rpm | 19,08 (19,41) mkg @ 4500 (4560) rpm | 8,2 (8,4) l  | 9s (8,4s)               |
| 1.6 L Duratorq CRTD | 109 (108,3) hp @ 4000 (3880) rpm | 24,48 (27,2) mkg @ 1750 (2020) rpm  | 4,8 (6,4) l  | 11,6s (10,47s)          |
| 2.3 L MZR           | 160 hp @ 6500 rpm                | 20,68 mkg @ 4500 rpm                | 8,4 (11,2) l | n/a (7,4s)              |
| 2.3 L MZR DISI      | 260 (260,7) hp @ 5500 (5420) rpm | 38,77 (42,0) mkg @ 3000 (3360) rpm  | 9,7 (10,2) l | 6,1s (6,38s)            |

Nota: Les dades de consum es corresponen a un promitg carretera/autopista/ciutat. Les dades de consum del motor 2.3 estan fetes en un promitg carretera/ciutat (d'aqui que sigui més elevat). El motor 2.3 DISI l'equipa en exclusiva el Mazda3 MPS o Mazdaspeed3, associat a una transmissió manual de 6 velocitats. Es tracta del Mazda3 més potent disponible al mercat.

## Seguretat
El Mazda3 ha estat sotmès a diferents proves de seguretat. Els primers Mazda3 van donar uns resultats força negatius en matèria de seguretat, destacant el "poor" que va obtenir al IIHS el Mazda3 del 2005 en el test de xoc lateral.
La National Highway Traffic Safety Administration NHTSA ha obtingut els següents resultats:
- Atorga 4 estrelles al Mazda3 sedan del 2004 en xoc frontal i 3 estrelles en el lateral passatger i conductor.[9]
- Atorga 4 estrelles al Mazda3 hatchback del 2007 en xoc frontal i 3 estrelles en el lateral passatger i conductor.[10]

La Insurance Institute for Highway Security IIHS ha obtingut els següents resultats:
- El Mazda3 va obtenir la qualificació de "good" en els tests de xoc frontal i "poor" en els de xoc lateral.[11]

Cal matisar que l'IIHS atorga aquest qualificatiu de "poor" tenint en compte que el Mazda3 que van provar no tenia airbags laterals, per tant s'espera que aquests resultats millorarien amb l'ús d'aquests (això és aplicable també a les proves del NHTSA). Prova d'això és veure els resultats que van obtenir-se al EURONCAP quan va provar una unitat amb airbags laterals.
L'EURONCAP en canvi, atorga 4 estrelles al Mazda 3 1.6 GL hatchback del 2006 en test de xoc frontal, lateral, 3 estrelles en protecció de menors, i 2 estrelles en protecció als vianants.